# Bismeyer & Kraus
Die Hofkunsthandlung Bismeyer & Kraus geht auf den Zusammenschluss von Gustav Bismeyer und des Vergolders Anton Kraus zurück. Ab 1863 trafen sich die Kunstinteressenten in der „Allgemeinen Kunst-Ausstellung“, der Hofkunsthandlung Bismeyer & Kraus, welche sich in Düsseldorf in der Elberfelder Straße 5, einer Seitenstraße der Alleestraße, in der Nähe des damaligen Stadttheaters befand.

## Geschichte

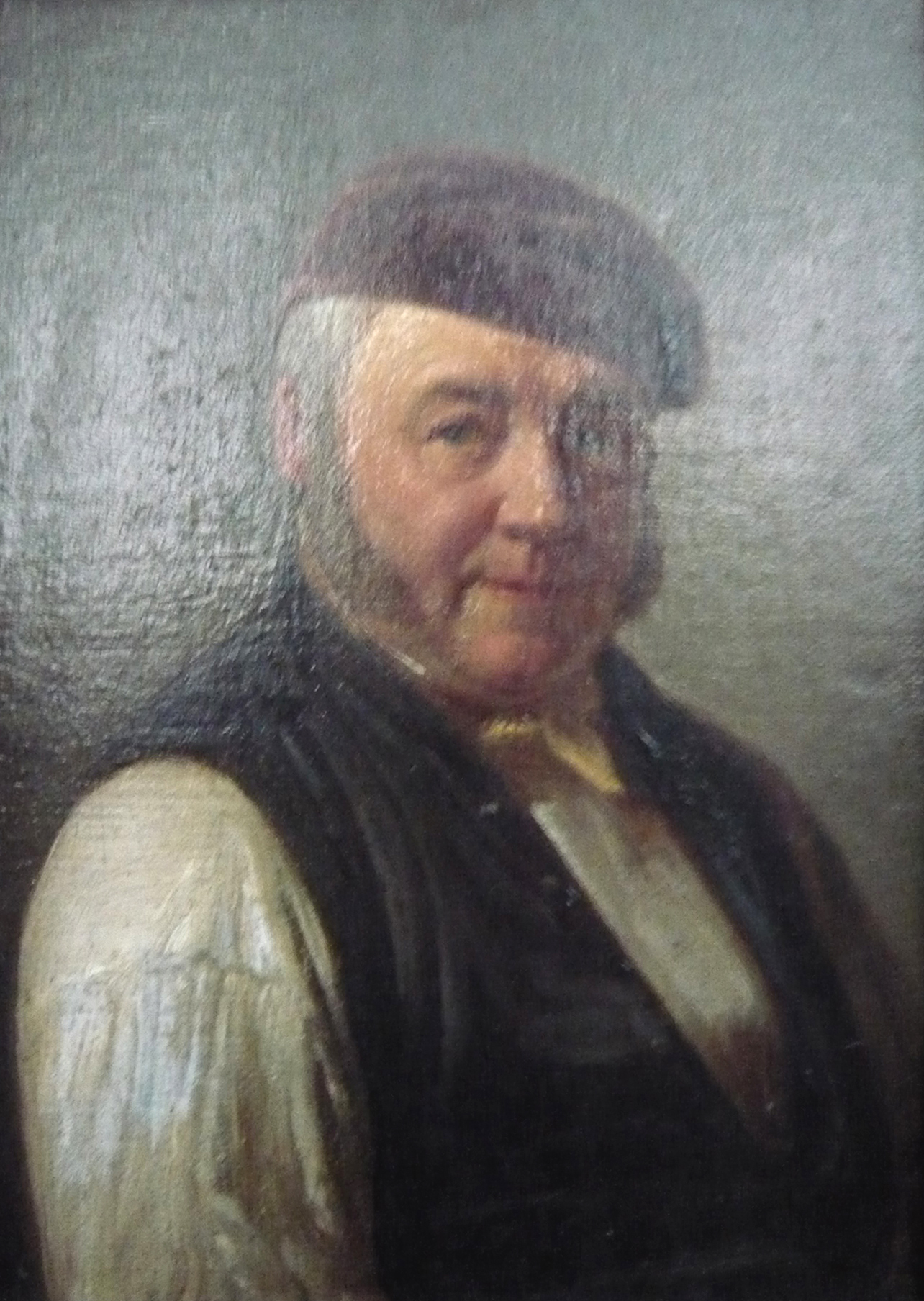
Anton Kraus, Hofvergolder und Kunsthändler, in der Freundschaftsgalerie von Einzelbildnissen der Düsseldorfer Malerschüler und ihren Freunden von Friedrich Boser, um 1850

Mit den Anfängen der Düsseldorfer Malerschule erfolgte in Düsseldorf der Handel mit Kunst häufig parallel zum Vertrieb anderer Luxuswaren oder Malermaterials. Bedeutende Kunsthändler und Galeristen ließen sich in der Stadt nieder und bildeten ab ca. 1835, besonders entlang der Alleestraße und der Ratinger Straße, das erste Galerienviertel des preußischen Rheinlands. Dazu zählen im 19. Jahrhundert Eduard Schulte, Bismeyer & Kraus sowie Johann Baptiste Paffrath, dessen Galerie auf der Königsallee noch bis heute Bestand hat. Die erste, unter der Bezeichnung Kunsthändler identifizierbare Person in Düsseldorf war Marianne Reitz mit ihrer „Kunst- und Luxuswarenhandlung“ auf der Bergstraße 850. Sie wurde mit der Berufsbezeichnung Kunsthändler 1831 erstmals im Mitgliederverzeichnis des Kunstvereins für die Rheinlande und Westfalen genannt.

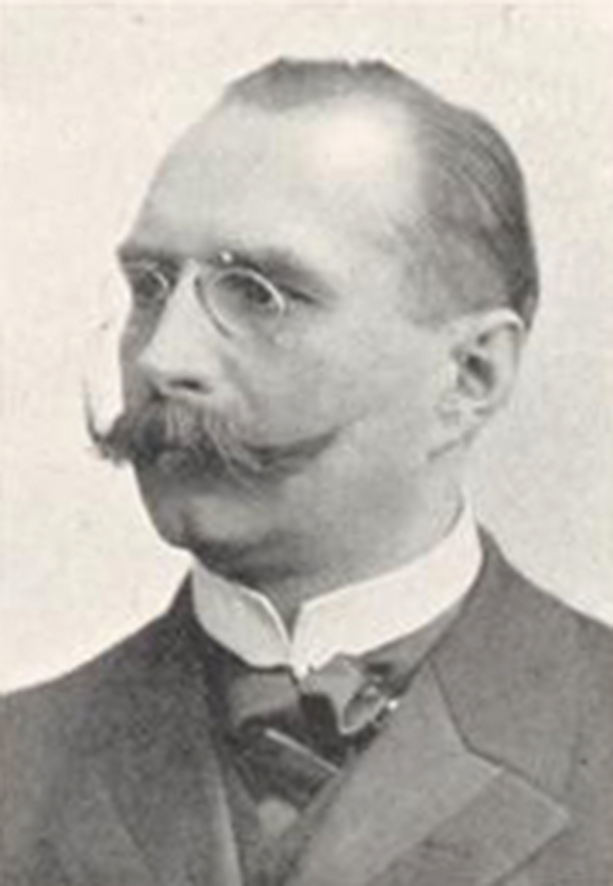
Fritz Bismeyer (1861–1944), Geschäftsführer des Büros der Kunstausstellung im Kunstpalast 1904

Der Hofvergolder und Konservator der Städtischen Galerie Anton Kraus war ca. 1843, noch vor dem Zusammenschluss mit Gustav Bismeyer, als Kunsthändler tätig und eröffnete eine „Permanente Kunstausstellung und Gemäldehandlung“ in der Ratinger Straße. In den dortigen Ausstellungen waren unter anderem Bilder der so genannten Düsseldorfer Schule unter anderen von Andreas Achenbach, Christian Köhler, Emanuel Leutze, Julius Hübner, Wilhelm Preyer und Siegmund Lachenwitz vertreten.
Anton Kraus war mit Catharine Agnes Duchaine verheiratet und seit Mitte der 1850er Jahre Eigentümer des Hauses Jägerhofstraße 30. Am 17. November 1820 war der Sohn Georg Anton Kraus jun., und am 19. September 1830 der Sohn Carl Wilhelm Kraus in Düsseldorf geboren, welche beide den Beruf des Vergolders erlernten. Anton Kraus jun. eröffnete sein Geschäft im Jahre 1855 am Burgplatz und Ende der 1870er Jahre in der Schadowstraße 6. Carl Kraus war um 1881 nachgewiesener Teilhaber von Bismeyer & Kraus in Elberfelder Straße 5.
Ab 1863 wurde Bismeyer & Kraus Konkurrenzunternehmen zu Eduard Schulte. „Neuere Bilder wurden bisher in einer Privatausstellung bei E. Schulte dem Publicum zur Ansicht geboten, und da viele dieser Stücke verkäuflich sind, so gewinnt diese Ausstellung mehr den Anschein einer größeren Kunsthandlung. Gegen eine bestimmte Summe zum Vortheil der Künstler-Unterstützungskasse hatten sich die Düsseldorfer Maler zur Ausstellung bei Schulte verpflichtet. Dieses Übereinkommen hat indes durch die Entstehung eines Conkurrenzgeschäftes – Bismeyer und Kraus – beinahe ein Ende gefunden, denn auch die letztgenannte Firma unterhält eine permanente Ausstellung an neuen und älteren Bildwerken.“ (Ferdinand Hey’l)
In einer Tuschezeichnung von August von Wille um 1865, welche sich im Stadtmuseum Düsseldorf befindet, werden die Räumlichkeiten von Bismeyer & Kraus mit einem rechteckigen Saal mit Oberlicht, dem sich noch zwei weitere Säle anschließen, dargestellt. Die Bilder in Rahmen sind bis fast unter die Decke gehängt und zu Gruppen sortiert. In der Mitte des Saaless ein kombiniertes Möbel, welches zum Sitzen einlädt, aber auch Raum für Skulpturen bereithält.
Ende des 19. Jahrhunderts wurde der Standort der Kunsthandlung Bismeyer & Kraus unter der Leitung von Carl Gustav Bismeyer (* 15. Juni 1826; † 9. November 1895) in die Bazarstraße 7–8 (heutige Theodor-Körner-Straße) verlegt. Nach dem Umbau des Breidenbacher Hofs nach Plänen der Architekten Klein & Dörschel befand sich die Kunsthandlung dort auf der Parterre in der Bazarstraße 4–5.
1878 hatte der Sohn Fritz Bismeyer, geboren 1861 in Düsseldorf, seine Schulausbildung am Städtischen Realgymnasium in der Klosterstraße Düsseldorf beendet, machte eine Ausbildung zum Kaufmann und wurde, nach dem Tod des Vaters, im Januar 1896 Teilhaber. Die Mutter Emilie Bismeyer (* 26. Februar 1835; † 24. Dezember 1910), eine geborene Falkenburg, hatte die Inhaberschaft übernommen, bis das im Juli 1899 Fritz Bismeyer Inhaber von Bismeyer & Kraus wurde. Im Jahre 1904 war Fritz Bismeyer Geschäftsführer des Büro der Kunstausstellung im Kunstpalast zur „Internationale Kunst-Ausstellung und Grosse Gartenbau-Ausstellung“ und zählten ab 1909 zu den Mitgliedern des Sonderbund Westdeutscher Kunstfreunde und Künstler, welcher als eine Vereinigung von Künstlern, Sammlern und Museumsfachleuten unter dem Vorsitz von Karl Ernst Osthaus, Gründer des Folkwang Museums in Hagen, ins Leben gerufen wurde. Nach dem Ersten Weltkrieg, um 1924, war die Gemäldesammlung Bismeyer & Kraus nach Pempelfort in die Derendorfer Straße 39 umgezogen.

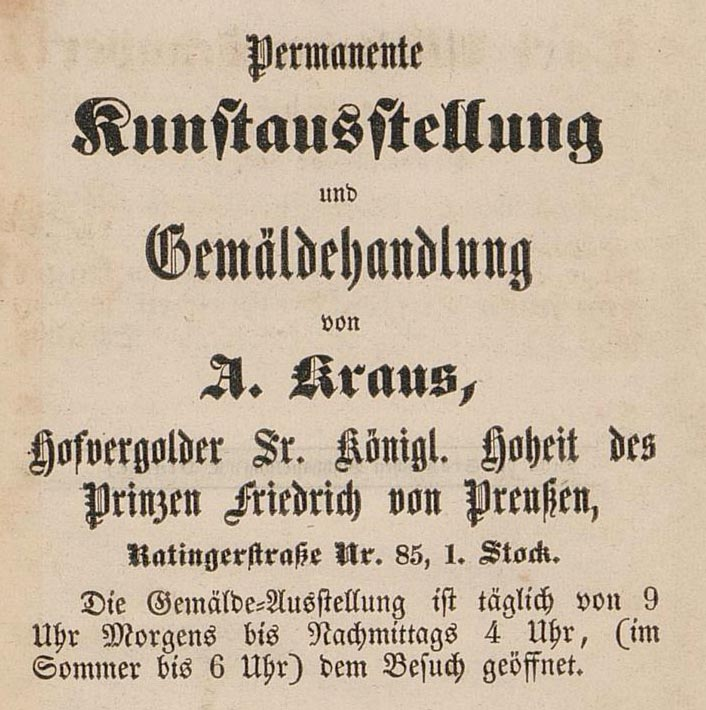
Ratingerstraße (Nr. 85 ist alte Hausnummer, Änderung dieser 1858), 1. Stock, 1847
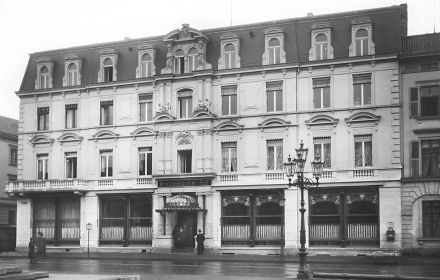
Breidenbacher Hof um 1905
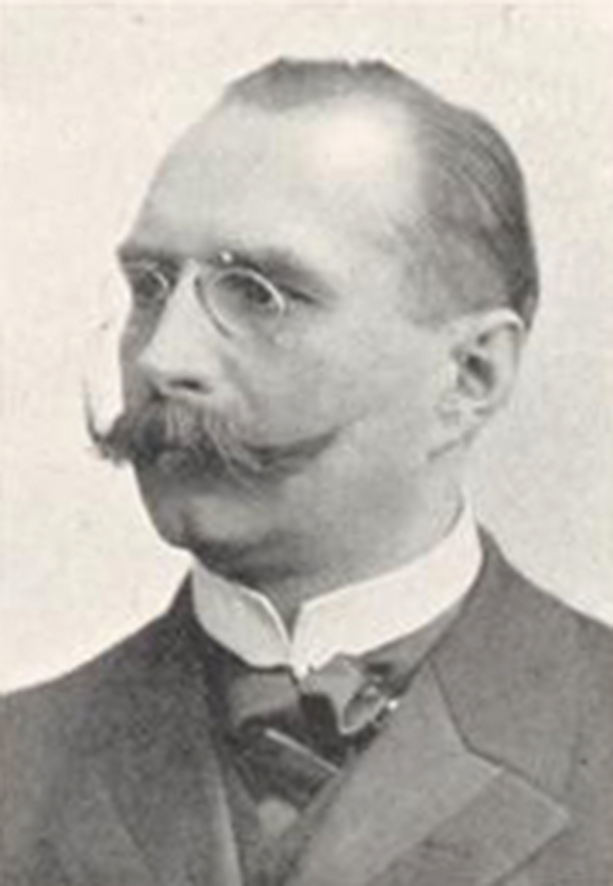
Fritz Bismeyer (1861–1944), Geschäftsführer des Büros der Kunstausstellung im Kunstpalast 1904
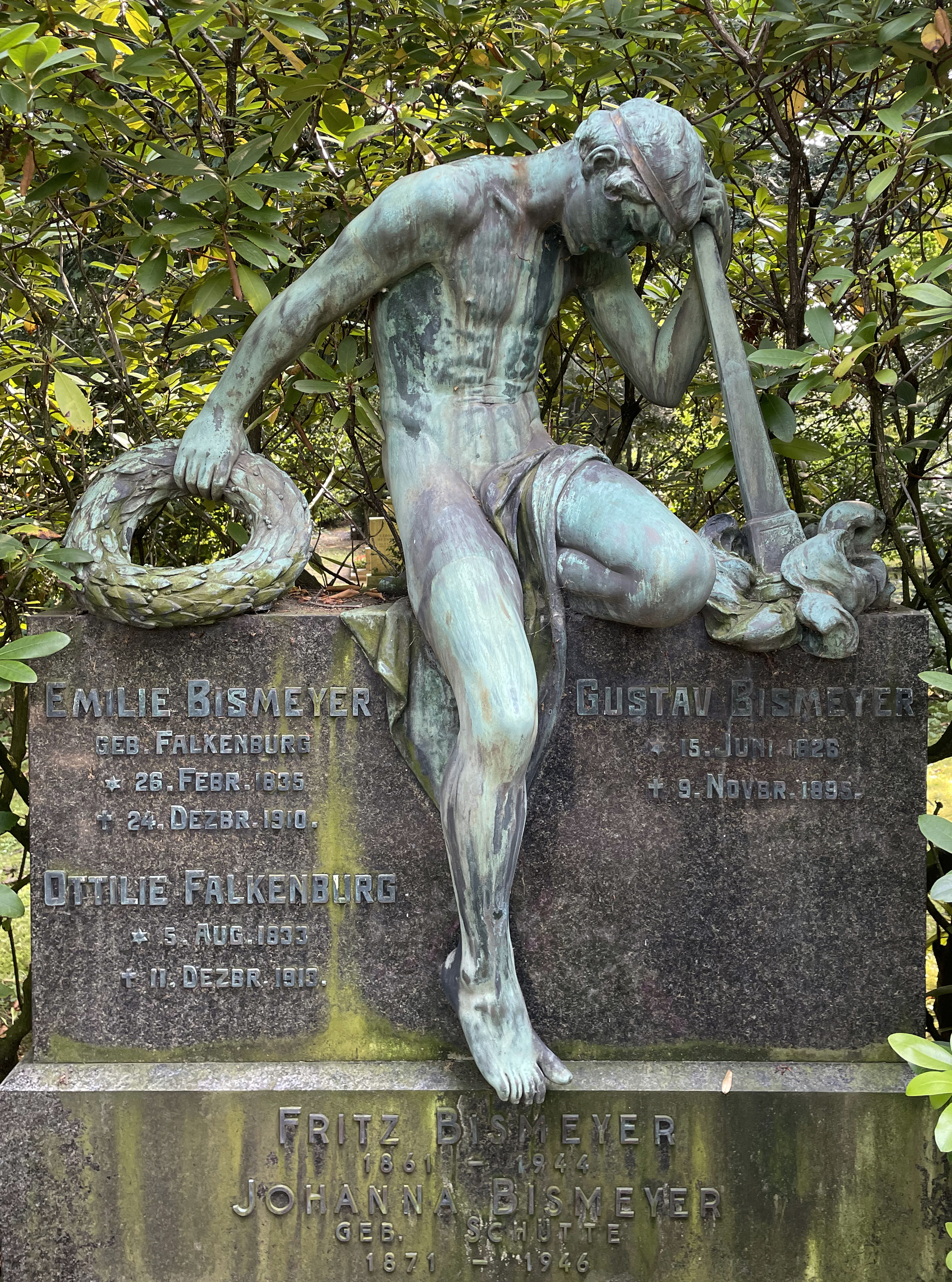
Grabstätte Familie Bismeyer auf dem Nordfriedhof (2024)